# European Union Border Assistance Mission to Moldova and Ukraine

Logo der EUBAM

Die European Union Border Assistance Mission to Moldova and Ukraine (EUBAM) ist eine seit dem 30. November 2005 bestehende Maßnahme der Europäischen Union zur Unterstützung der Republik Moldau und der Ukraine bei der Überwachung der gemeinsamen Grenze beider Staaten.

## Allgemein
Die EUBAM wurde als Reaktion auf einen gemeinsamen Brief der Präsidenten von Moldau und der Ukraine, Vladimir Voronin und Wiktor Juschtschenko, gestartet. In diesem Schreiben vom 2. Juni 2005 hatten Voronin und Juschtschenko die Europäische Union um zusätzliche Unterstützung bei der Verwaltung – sowohl der Grenzüberwachung als auch dem Zoll – der gesamten gemeinsamen Grenze gebeten. Am 7. Oktober 2005 wurde eine gemeinsame Vereinbarung über die Grenz-Unterstützungsmission unterzeichnet.
Die offizielle Eröffnungszeremonie der EUBAM fand am 30. November 2005 in Odessa statt. Anwesend waren der Generalsekretär des Rates der Europäischen Union und Hohe Vertreter für die Gemeinsame Außen- und Sicherheitspolitik Javier Solana, die Kommissarin für Außenbeziehungen und europäische Nachbarschaftspolitik Benita Ferrero-Waldner sowie die Außenminister der Ukraine und Moldaus, Boris Tarasjuk und Andrei Stratan.
Die Mission war ursprünglich für einen Zeitraum von zwei Jahren ausgelegt, wurde aber inzwischen mehrmals (aktuell bis 30. November 2023)[veraltet] verlängert.
EUBAM wird von der Europäischen Kommission in Zusammenarbeit mit dem Entwicklungsprogramm der Vereinten Nationen (UNDP) durchgeführt, das als ausführender Partner verpflichtet wurde und EUBAM durch seine Niederlassungen in Moldau und der Ukraine logistische und verwaltende Unterstützung leistet.

## Aufgaben und Tätigkeiten

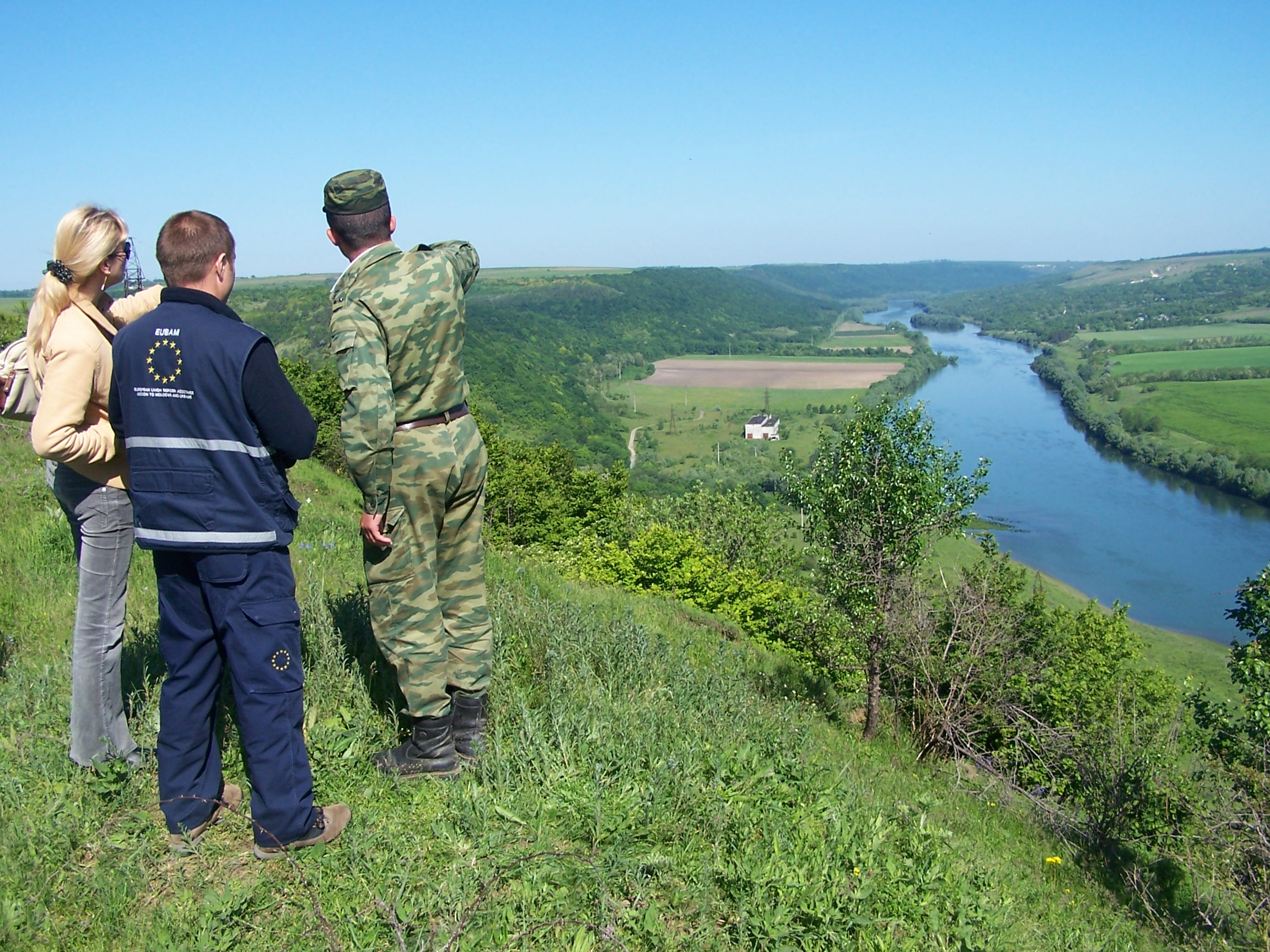
EUBAM Grenzmonitoring

### Zielsetzung
- Unterstützung Moldaus und der Ukraine bei der Harmonisierung der Grenzschutzmaßnahmen und des Zolls mit europäischen Standards
- Ausbau der Professionalität der moldauischen und ukrainischen Grenzbeamten
- Entwicklung von Fähigkeiten zur Risikoanalyse
- Verbesserung der Zusammenarbeit von Grenzschutz und Zoll untereinander sowie auch mit anderen Vollzugsbehörden
- Förderung der grenzüberschreitenden Kooperation

### Mandat
- Anwesenheit an den Grenzübergängen und Beobachtung der Zollabfertigung und einreiserechtlichen Kontrollen
- Im Rahmen einer beratenden Tätigkeit die Untersuchung von Dokumenten, einschließlich Computerdaten
- Unterstützung bei der Verhinderung des Schmuggels von Menschen und Gütern
- Erteilung des Auftrags, Grenzabfertigungsdokumente erneut zu untersuchen und Güter erneut einzustufen
- Unangemeldete Besuche an jedwedem Punkt der moldauisch-ukrainischen Grenze, einschließlich der Grenzschutzeinheiten, Zollämter, Polizeistationen, Transit-Büros und Steuerämter sowie entlang der Transitstrecken

### Tätigkeiten
EUBAM unterstützt die moldauischen und ukrainischen Grenzbehörden durch Training am Arbeitsplatz sowie Beratung und erweitert dadurch ihre Fähigkeiten zur effektiven Überwachung und Verfolgung der zoll- und einreiserechtlichen Bestimmungen sowie zur Gewährleistung einer besseren Grenzüberwachung. Mit seiner Arbeit soll EUBAM die grenzüberschreitende Zusammenarbeit fördern und die Transparenz entlang der moldauisch-ukrainischen Grenze erhöhen. Ein Tätigkeitsschwerpunkt ist die Durchführung von angepassten Lehrgängen sowie die Organisation von Studienreisen in die Europäische Union und andere nahegelegene Grenzen, um einen Erfahrungsaustausch zu ermöglichen.
Außerdem hat EUBAM für Unternehmen in der transnistrischen Region der Republik Moldau auch neutrale Beratung hinsichtlich Maßnahmen der Zollabwicklung durchgeführt.

## Struktur

### Hauptquartier
Das Hauptquartier der EUBAM befindet sich in Odessa.
Neben dem Hauptquartier bestehen sechs Außenstellen:

### AußenstelleOtaci
Die Außenstelle Otaci befindet sich am moldauischen internationalen Grenzübergang Otaci. Zum Verantwortungsbereich der Außenstelle Otaci gehören 312 km der moldauisch-ukrainischen Grenze sowie wesentliche Grenzübergänge für Straßen- und Schienenverkehr.

### AußenstelleChișinău
Schwerpunkt der Tätigkeiten der Außenstelle Chișinău ist die Verwaltungsgrenze zwischen der transnistrischen Region der Republik Moldau und dem restlichen Staatsgebiet Moldaus. Der ca. 411 km lange Grenzstreifen reicht von Sanatauca bis Rascaeti.

### AußenstelleBasarabeasca
Diese Außenstelle befindet sich am moldauischen Zollamt in Basarabeasca. In ihre Zuständigkeit fallen ungefähr 300 km der südöstlichen Grenze zwischen Moldau und der Ukraine.

### AußenstelleKutschurhan
Die Außenstelle Kutschurhan befindet sich am ukrainischen Eisenbahn-Grenzübergang Kutschurhan. Daneben bestehen Büros am Straßen-Grenzübergang Kutschurhan und am Straßen-Grenzübergang Palanca in Moldau. Zum Verantwortungsbereich der Außenstelle Kuchurhan gehören ungefähr 213 km der moldauisch-ukrainischen Grenze, von denen 74 km an die transnistrische Region grenzen.

### Außenstelle Hafen von Odessa
Die Außenstelle Odessa befindet sich auf dem Gebiet des Handelshafens von Odessa. Die Außenstelle unterhält auch ein Büro im Hafen von Tschornomorsk. Dadurch betreut EUBAM die beiden größten Häfen der Ukraine.

### AußenstellePodilsk
Die Außenstelle Podilsk ist untergebracht beim Grenzschutz in Podilsk; in ihre Zuständigkeit fallen 400 km des transnistrischen Segments der moldauisch-ukrainischen Grenze.
Außerdem werden in Kiew und Chișinău vier Berater für Risikoanalysen eingesetzt.

## Beteiligte Nationen und Personal
Die EUBAM wurde zu Beginn von dem ungarischen Generalmajor Ferenc Banfi geführt. Sie hatte im Jahr 2008 233 Mitarbeiter, von denen 122 Grenzschutz- und Zollbeamte aus 22 EU-Mitgliedsstaaten (Belgien, Bulgarien, Dänemark, Deutschland, Großbritannien, Estland, Finnland, Frankreich, Griechenland, Italien, Lettland, Litauen, den Niederlanden, Österreich, Polen, Portugal, Rumänien, der Slowakei, Slowenien, Tschechien, Ungarn, Zypern) und drei GUS-Staaten stammten.
Im Jahr 2020 wurde EUBAM vom polnischen General Slawomir Pichor geführt.
Deutschland ist an EUBAM seit dem 5. Dezember 2005 mit einer Personalstärke von bis zu 5 Polizeivollzugsbeamten des Bundes und 10 Zollbeamten beteiligt.

## Budget
Das Budget der Europäischen Kommission für EUBAM belief sich bis November 2007 auf insgesamt 20,2 Millionen Euro. Ergänzende Mittel kommen von den EU-Mitgliedsstaaten durch die Bereitstellung von eigenem Personal für die Mission. Für die Jahre 2008 und 2009 standen jährliche Mittel in Höhe von je zwölf Millionen Euro zur Verfügung.
EUBAM ist beteiligt an BOMMOLUK, einem durch die EU mit 9,9 Millionen Euro finanzierten Projekt zur Verbesserung der Verwaltung der moldauisch-ukrainischen Grenze.